# Repubblica Socialista Sovietica Kazaka
La Repubblica Socialista Sovietica Kazaka o RSS Kazaka (in kazako Қазақ Кеңестік Социалистік Республикасы?, Qazaq Keńestik Sosıalıstik Respýblıkasy; in russo Казахская Советская Социалистическая Республика?, Kazachskaja Sovetskaja Socialističeskaja Respublika), oggi chiamata Kazakistan, era la seconda repubblica per estensione dell'Unione Sovietica, situata nell'Asia Centrale. Occupava una superficie di 2.717.300 km² e la capitale era Alma-Ata.

## Storia
Fondata il 26 agosto 1920, inizialmente era chiamata RSSA Kirghiza ("A" per "autonoma"), e faceva parte della RSSF Russa. Il 15 aprile 1925 fu rinominata RSSA Kazaka e il 5 dicembre 1936 divenne una repubblica a sé stante nell'URSS. A partire dagli anni trenta il territorio del Kazakistan divenne meta di ingenti deportazioni nei campi di lavoro, tra i quali quello facente capo al Gulag di Karaganda, uno dei più grandi dell'intera Unione Sovietica. Questa circostanza col passare degli anni provocò un notevole squilibrio demografico a danno dei kazaki autoctoni, già fortemente provati dalla denomadizzazione forzata di quegli anni, facendo incrementare la presenza di altre etnie (soprattutto russi) nel Paese. Tra le altre nazionalità presenti c'erano i tedeschi di Russia (8%, la più alta concentrazione in URSS), bielorussi, coreani e altri ancora. Negli anni cinquanta molti altri cittadini sovietici, nell'ordine di centinaia di migliaia, furono spinti ad insediarsi nella RSS Kazaka in ragione della campagna terre vergini. Il flusso di questi immigrati, che si assommava ai deportati già presenti nei campi di lavoro e nelle colonie, acuì il fenomeno di relegazione socio-economica e demografica degli abitanti autoctoni, tanto che nei centri urbani la lingua e i costumi kazaki andarono man mano perdendosi. Il 16 maggio 1954 è ricordato, nella storia del Kazakistan, per l'inizio della  cosiddetta Rivolta di Kengir. Negli anni ottanta, con la perestrojka e l'aggravarsi della crisi del sistema sovietico, si assistette a una ripresa di influenza da parte delle élite autoctone inclini a ritagliarsi maggiore autonomia da Mosca, quando non a spingere manifestamente per l'indipendenza del Paese. A ciò si accompagnò un recupero spinto e a tratti aggressivo della lingua, dell'identità e delle usanze kazake che continuò anche successivamente all'indipendenza.
Il 10 dicembre 1991 la RSS Kazaka fu chiamata Repubblica di Kazakistan, e sei giorni dopo divenne indipendente.

## Popolazione
Al momento della costituzione della RSSA Kazaka nel 1925, i russi rappresentavano meno del 20% della popolazione, composta prevalentemente da kazaki quali abitanti nativi della regione.
Nei primi anni trenta, tuttavia, la popolazione kazaka venne duramente colpita dalla denomadizzazione forzata messa in atto dalle autorità sovietiche che causò, tra fame e repressioni fisiche, oltre un milione di vittime. A partire dagli stessi anni, le consistenti deportazioni nei campi di lavoro e gli spostamenti di individui indotti dall'industrializzazione del Paese, inclusi quelli dovuti alle "terre vergini", produssero un notevole aumento in termini percentuali delle altre etnie (in particolare dei russi). I kazaki nativi dovettero quindi scontrarsi con una emarginazione socio-economica e culturale sempre più acuta.
Secondo il censimento del 1970 la popolazione dei kazaki era ferma a 4.234.000 individui, equivalenti al 32% della popolazione totale. Nello stesso anno la repubblica contava 5.552.000 russi e 983.000 ucraini, insediati prevalentemente nel nord del Paese; numerosi erano anche tatari (288.000), usbechi (216.000) e bielorussi (198.000).
A partire dai primi anni novanta, e in particolare dopo l'indipendenza del Kazakistan, si registrò una progressiva emigrazione degli individui di origine non kazaka dal Paese, dovuta per lo più al processo di "kazakizzazione" della politica e della società che andò chiaramente manifestandosi anche con diffusi episodi di discriminazione. Gli abitanti che abbandonarono il Paese nel periodo 1990-1995 furono oltre 2 milioni, nella quasi totalità slavi europei